# Pays matyó
Le Pays matyó ou Matyóföld ([ˈmɒtjoːføld]) est une petite région culturelle du nord-est de la Hongrie, comprise dans le comitat de Borsod-Abaúj-Zemplén, autour de Mezőkövesd, où une tradition de costumes ornés subsiste.